# Гарматний двір

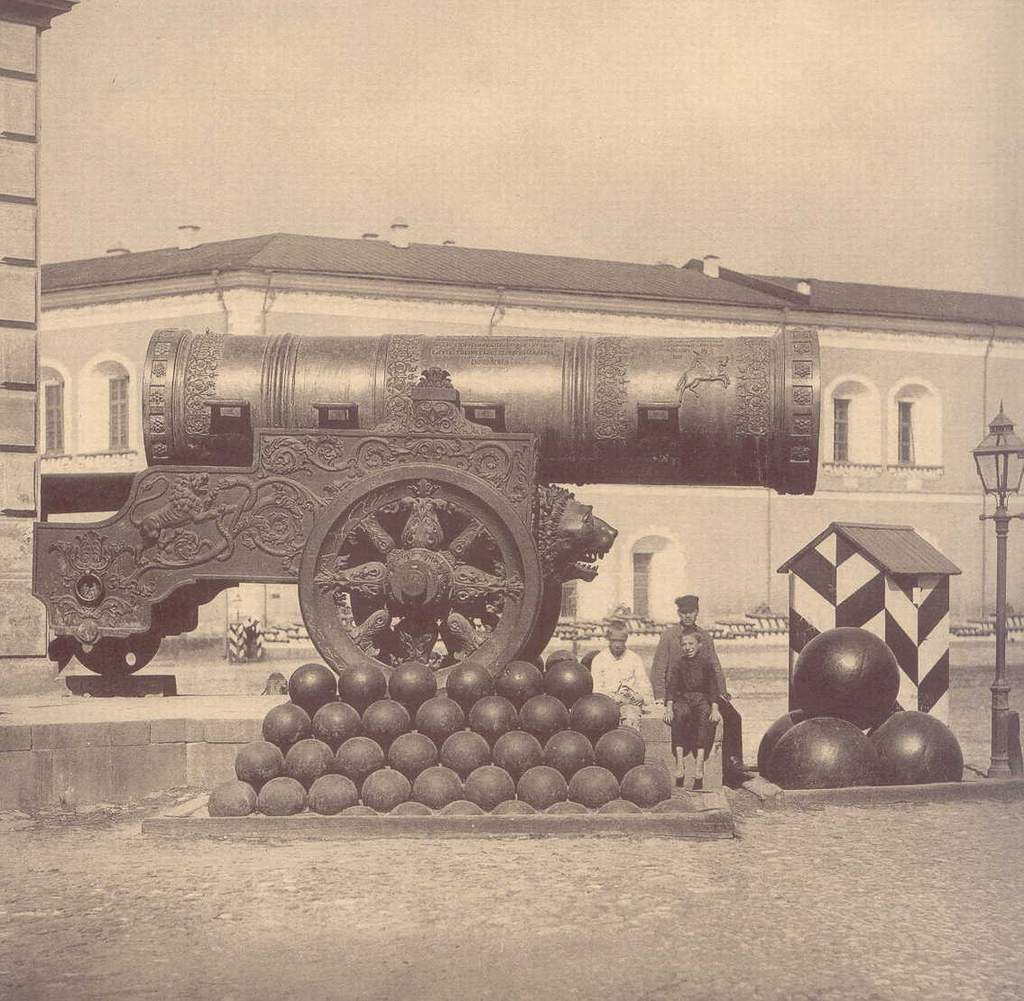
Цар-гармата. XIX століття. Фото «Шерер, Набгольц & Ко».

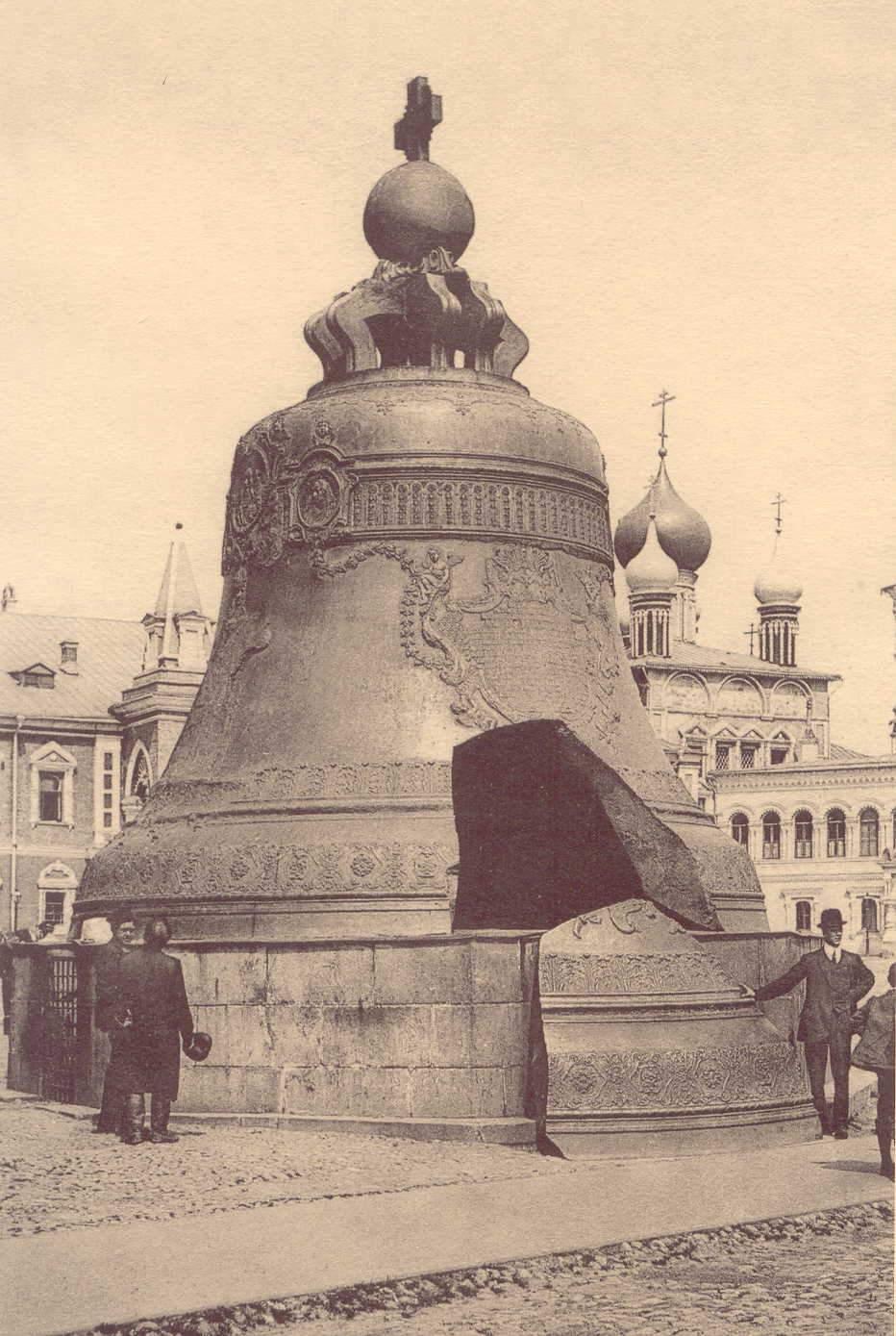
Цар-дзвін. XIX століття. Фото Шерер, Набгольц & Ко.

Гарматний двір (Москва) — центр гарматно-ливарного виробництва в Росії в XVI–XVII ст. Виник в кінці XV століття на базі гарматної хати, перша літописна згадка про яку належить до 1475 року. Розташовувався в Москві на річці Неглінній (в районі сучасної Луб'янської площі і  Гарматної вулиці, імовірно на місці будівлі Дитячого світу). З середини XVI століття Гарматний двір був державною мануфактурою з плавильними печами, кузнями, ливарними коморами і іншими підприємствами, був одним із передових у технічному відношенні виробництв свого часу. З середини XVII століття ковальські молоти двору приводилися в рух за допомогою води. На підприємстві працювало до 400—500 майстрів, підмайстрів і учнів 32 професій (гарматників, ливарів, ковалів и та ін.) Відливалися знаряддя, у тому числі з розтрубом і казнозарядні, а також дзвони.
Бронзова пищаль російського майстра Якова була відлита на гарматному дворі в 1483 році (зберігається у Військово-історичному музеї артилерії, інженерних військ та військ зв'язку в Санкт-Петербурзі). Чудовим зразком гарматно-ливарного мистецтва XVI–XVII ст. є Цар-гармата, відлита  Андрієм Чоховим в 1586 і Цар-Дзвін, відлитий російськими майстрами І. Ф. Маторін та М. І. Маторін в 1733-35 роках, експоновані в Кремлі. Подібні двори в XVI—XVII ст. існували в Устюзі, Вологді, Новгороді, Пскові та інших російських містах. У XVIII столітті у зв'язку із створенням ряду військових заводів у різних районах Росії значення гарматного двору в Москві впало; в кінці століття він став сховищем зброї, боєприпасів і прапорів. У 1802-03 будівлі Г. д. були знесені.